# Vardan Areveltsi
Vardan ou Vartan Areveltsi (en arménien : Վարդան Արևելցի) est un historien, géographe, philosophe et traducteur arménien né en 1200 et mort en 1271. 
Il est connu pour avoir fondé plusieurs écoles et monastères, pour sa riche contribution à la littérature arménienne, et pour son Histoire universelle, une des premières tentatives par un historien arménien de rédiger une histoire mondiale.

## Biographie

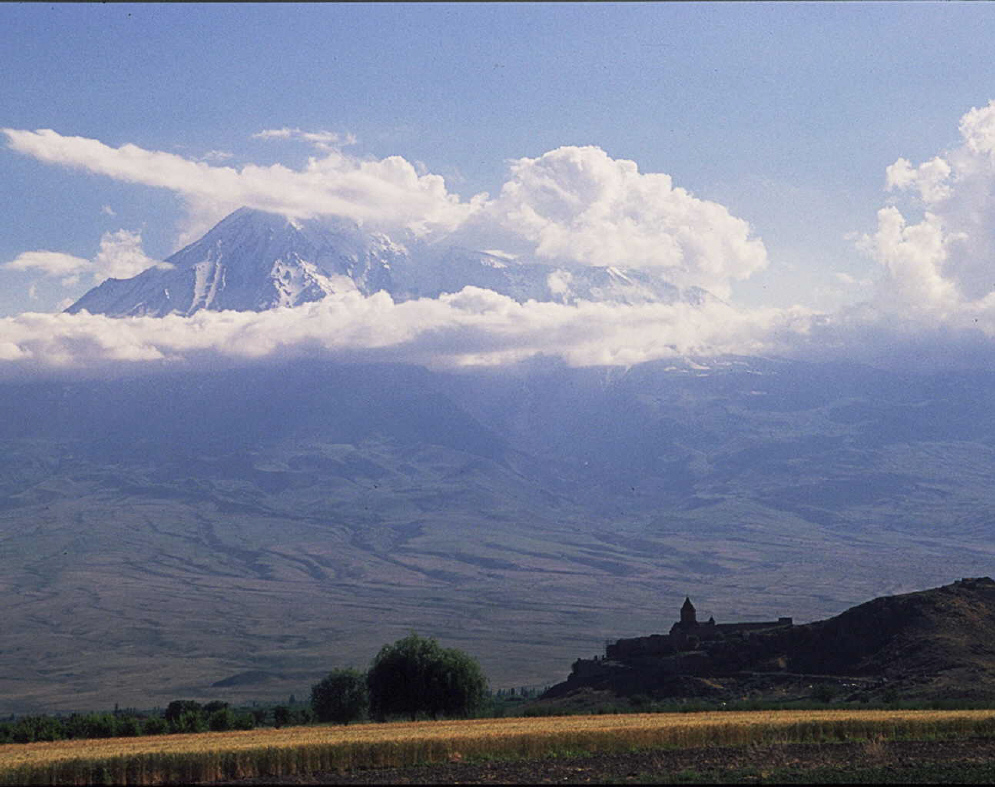
Le monastère de Khor Virap devant le mont Ararat.

Vardan naît à Gandzak vers 1200. Il y reçoit son éducation avant de suivre les cours de Mkhitar Goch et de Hovhannès Vanakan à Nor-Getik (où il rencontre et se lie d'amitié avec Kirakos Gandzaketsi) et d'achever sa formation à Khoranachat au Tavush, y apprenant la littérature, la grammaire et la théologie, ainsi que des langues étrangères (hébreu, grec, latin, persan). Devenu moine, il obtient en 1235 le titre de vardapet et met en œuvre ses talents d'enseignant en ouvrant une école au monastère Saint-André de Kayenaberd, où il enseigne de 1235 à 1239 et de 1252 à 1255. En 1239-1240, il quitte l'Arménie pour Jérusalem et, sur son voyage de retour, il passe par la Petite-Arménie, où il est l'invité de Héthoum Ier. Il y reste au moins jusqu'au concile œcuménique de Sis de 1243. Vardan rentre en Grande-Arménie en 1245, rapportant une encyclique du Catholicos que les notables de Grande-Arménie finissent par signer.
Trois ans plus tard, Vardan retourne en Cilicie arménienne et y participe à la vie politique, s'y opposant vivement aux empiètements et à l'influence des Églises romaine et byzantine. Il y travaille également avec le Catholicos Constantin Ier à la rédaction d'un traité, Écrit didactique, destiné aux fidèles d'Arménie orientale ; il adresse notamment une lettre au Pape et participe au concile œcuménique de Sis de 1251.
Vardan rentre en Grande-Arménie en 1252 afin d'y organiser un autre concile œcuménique à Haghpat et à Dzagavan. Retournant à l'enseignement, il ouvre des écoles dans les monastères de Saghmosavank, Teghenyats, Aghjots et Khorakert, et dispense son savoir à Haghpat jusqu'en 1255, année pendant laquelle il se rend à Khor Virap et y établit un séminaire. Il y introduit un programme incluant la philosophie, la logique, la rhétorique et la grammaire, et il enseigne à de nombreux futurs intellectuels arméniens, tels Gevork Skevrratsi, Hovhannes Yerznkatsi, Nerses Mshetsi et Grigor Bjnetsi. En 1264, Vardan joue en outre un important rôle de négociateur en se rendant à Tabriz, résidence du souverain mongol Houlagou Khan ; il y obtient des privilèges en faveur des Arméniens vivant sous le joug mongol et conclut un accord au sujet de la collecte de l'impôt. Ses liens avec les Mongols sont étroits : il devient conseiller religieux de l'épouse d'Houlagou, Doqouz Khatoun.
Vardan meurt en 1271 à Khor Virap, laissant un important héritage littéraire couvrant la vie politique, culturelle, religieuse et sociale de l'Arménie.

## Œuvres
Plus de 120 œuvres attribuées à Vardan Areveltsi ont été préservées, notamment au Matenadaran d'Erevan. Elles comprennent entre autres une collection de 66 textes (Analyse des saintes Écritures) écrits à la demande de Héthoum Ier en langue vernaculaire et couvrant de nombreux sujets (astronomie, botanique, zoologie, linguistique, philosophie, musique, ...). 
Son œuvre principale reste cependant son Histoire universelle ; à l'instar de l'Histoire de l'Arménie de Moïse de Khorène, cet ouvrage tente de retracer l'histoire arménienne des origines à son époque (et donne ainsi de nombreuses informations sur l'Arménie zakaride), mais il s'en distingue en ce qu'il s'essaie à documenter l'histoire du reste du monde ; débutant avec la tour de Babel et le combat épique entre Haïk et Bêl, il se termine avec la mort de Constantin Ier en 1267. Il est toutefois plutôt considéré comme une chronique.
Vardan a en outre traduit de nombreuses œuvres en arménien, dont notamment la Chronique du patriarche syriaque Michel le Grand en 1248 avec un moine nommé Ichox.
Vardan a également laissé une Géographie (dont la paternité est parfois remise en cause), des homélies et des commentaires de l'Ancien Testament, des ouvrages grammaticaux (Des parties du discours et Interprétation du Livre du Grammairien), des discours, des eulogies, des sharakans (éléments de canon, dont l'hommage aux saints traducteurs Ceux qui embellirent), etc.